# Vojaška radijska postaja Pierre-sur-Haute
Vojaška radijska postaja Pierre-sur-Haute je 30 hektarov veliko območje, ki ga za komunikacijo uporablja francoska vojska. Leži na ozemlju komun Sauvain in Job, kjer ga prečka meja med pokrajinama Rona-Alpe in Auvergne. Na tem mestu je telekomunikacijsko podjetje Télédiffusion de France zgradilo tudi civilni radijski rele.

## Vloga
Postajo Pierre-sur-Haute nadzoruje francosko letalstvo in je podružnica 80 km oddaljene letalske baze Lyon – Mont Verdun. Gre za eno od štirih radijskih postaj vzdolž francoske severno-južne osi in je v stalnem stiku s tremi drugimi postajami: Lacaune, Henrichemont in Rochefort. Postaja se v glavnem uporablja za prenose v zvezi s poveljevanjem operativnim enotam. Če bi se Francija odločila uporabiti jedrsko orožje (Force de Frappe), bi ukaz za izstrelitev lahko potoval prek te postaje.
Od 1. junija 1994, ko se je začela uporabljati, je postaja del Zračnega poveljstva sistemov nadzora, informacij in komunikacij (Commandement Air des Systèmes de Surveillance d’Information et de Communications). Z njo upravlja Združeni direktorat infrastrukturnih omrežij in informacijskih sistemov (Direction Interarmées des Réseaux d'Infrastructure et des Systèmes d'Information).
Postaja je pod poveljstvom majorja. Na kraju je nastanjenih 20 zaposlenih, kar vključuje električarje, mehanike in kuharje.

## Članek v Wikipediji v francoščini
Radijska postaja je pritegnila pozornost aprila 2013, ko je francoska notranja obveščevalna agencija Direction centrale du renseignement intérieur (DCRI; Centralni direktorat za notranje informiranje) poskušala iz Wikipedije v francoščini izbrisati članek o njej. Fundacija Wikimedia je od agencije poskušala izvedeti, natančno kateri del članka je po njenem mnenju problematičen, pri čemer je bilo tudi pojasnjeno, da vsebina članka natančno upošteva podatke v prosto dostopni televizijski oddaji, ki jo je leta 2004 predvajala lokalna francoska televizijska postaja Télévision Loire 7. Agencija DCRI informacij fundaciji ni posredovala, temveč je le ponovila zahtevo za izbris članka. Fundacija je zahtevo zavrnila, nakar je DCRI pritisnila na prostovoljnega administratorja Wikipedije v francoščini in državljana Francije Rémija Mathisa, naj to stori on.   Administrator, ki je zaposlen v Francoski narodni knjižnici, katere lastnik je država, in predsednik zveze Wikimédia France, je ubogal in članek dejansko izbrisal. Sledi navedek iz izjave zveze Wikimédia France, objavljene 6. aprila 2013: 
Agencija DCRI je pozvala prostovoljca Wikipedije v pisarno 4. aprila [2013]. Prostovoljec, ki je bil eden od tistih, ki lahko brišejo strani, je bil v pisarni DCRI članek prisiljen izbrisati, saj so mu pojasnili, da bi ga sicer morali pripreti in sodno preganjati. Pod pritiskom ni imel druge izbire, kot da članek izbriše, četudi je agenciji pojasnjeval, da to ni način delovanja Wikipedije. Posvaril je tudi druge administratorje, da bi poskus obnovitve članka lahko zanje pomenil kazensko odgovornost. Prostovoljec ni imel zveze s člankom, ga ni nikdar urejal in pred vstopom v pisarne DCRI niti ni vedel za njegov obstoj. Izbrali in pozvali so ga zato, ker je bil zlahka prepoznaven, saj je v Franciji redno promoviral Wikipedijo in projekte Wikimedije.
Članek je pozneje obnovil drug sodelavec Wikipedije, ki prebiva v Švici. Zaradi incidenta je postal najbolj brana stran na francoski Wikipediji s čez 120.000 ogledi čez vikend od 6. do 7. aprila 2013. Preveden je bil v številne druge jezike. Francoski časopis 20 minutes, Ars Technica, in objava na portalu Slashdot so ga opisale kot izvrsten zgled učinka Streisandove. Francosko notranje ministrstvo je francoski tiskovni agenciji Agence France-Presse (AFP) povedalo, da incidenta zaenkrat ne želi komentirati.
Po sodnem viru, ki ga je 8. aprila v poročanju navedla agencija AFP, je bil »izbris članka opravljen kot del začetnega poizvedovanja« z utemeljitvijo, da je članek vseboval »zaupno gradivo o verigi prenosa ukazov za uporabo jedrskega orožja«.
Nevladna organizacija Novinarji brez meja, ki ima sedež v Franciji, je dejanje DCRI označila za »slab precedens«. Predstavnik organizacije je za revijo Le Point povedal, da »če institucija meni, da so bili objavljeni zaupni obrambni podatki, lahko svoje mnenje zagovarja in pojasni pred sodiščem. Šele sodnik, zaščitnik osnovnih svoboščin, se bo nato odločil o resničnosti in obsegu vojaške zaupnosti.« Predstavnik je tudi opozoril, da podatki v članku temeljijo na dokumentarni oddaji, posneti in distribuirani s sodelovanjem vojske, in da gostitelji in posredniki ne bi smeli biti odgovorni.